# پالایشگاه نفت لاوان
شرکت پالایش نفت لاوان یا پالایشگاه نفت لاوان، یکی از شرکت‌های تابعه سازمان تأمین اجتماعی در استان هرمزگان است.
این پالایشگاه، ظرفیت اسمی ۵۰٬۰۰۰ بشکه در روز و ظرفیت عملیاتی ۵۵٬۰۰۰ بشکه در روز را داراست. خوراک این پالایشگاه از نفت خام میادین دریایی سلمان، رشادت، بلال، رسالت و میعانات گازی پارس جنوبی تأمین می‌گردد.

## تاریخچه
پالایشگاه لاوان در سال ۱۳۵۵ به کوشش شرکت اینگرا از یوگسلاوی سابق و با نظارت شرکت ملی نفت ایران ساخته شد و در شروع کار خود بخشی از پالایشگاه شیراز بود. این واحد ابتدایی، که مجتمع تقطیر لاوان نام داشت، با ظرفیت فرآورش ۲۰٫۰۰۰ بشکه نفت خام در روز، شروع به کار کرد.
در همان سال‌های ابتدایی، فرآورده‌های تولیدی آن عبارت بودند از:
- نفتای ترش
- نفت گاز
- نفت کوره

پس از پيروزي انقلاب اسلامي و با توجه به موقعيت استراتژيك و امكانات بالقوه موجود طرح‌هاي توسعه و بهسازي سيستم در دستور كار قرار گرفت .با شروع جنگ تحميلي  و صدمه ديدن چندی از پالايشگاه‌های کشور از جمله پالايشگاه آبادان و در نتيجه افزايش نياز به فراورده هاي نفت گاز و نفت كوره اهميت اين واحد بيش از پيش نمايان گرديد . تاجائيكه در طول سال‌هاي دفاع مقدس عمليات سوخت رساني به ناوگان دريايي جمهوري اسلامي ايران را عليرغم بمبارانهاي متعدد به نحو شايسته اي به انجام رسانيد.
مجتمع پالايشي لاوان در اين زمان با هدف توليد فراورده هاي مرغوب تر شكل گرفت .واحد مراكس با ظرفيت ۶.۰۰۰ بشکه در روز در سال ۱۳۶۸ توسط شركت U.O.P طراحي و توسط شركت  Chyoda به منظور توليد نفتاي شيرين نصب  و راه اندازي گرديد.در سال ۱۳۷۳ با اجراي طرح افزايش ظرفيت واحد تقطير نفت خام سيستم تلمبه گردشي نفت سفيد موجبات افزايش ظرفيت واحد تقطير نفت خام از ۲۰.۰۰۰ بشکه به ۳۰.۰۰۰ بشکه در روز و همچنين متناسب با آن افزايش توليد فرآورده‌ها و امكان توليد فراورده با ارزش نفت سفيد  و کاهش ضايعات فراهم گرديد.
در سال ۱۳۸۰ با استفاده از توان متخصصان داخلی واحد بنزین سازی این پالایشگاه راه اندازی گردید و در سال ۱۳۸۷ اسکله دو منظوره نفتی – تدارکاتی و واحد استحصال و ذخیره‌سازی گاز مایع (LPG) این شرکت که پیش از آن در فلرهای پالایشگاه سوزانده می‌شد به بهره‌برداری رسید.
در دهم  اردیبهشت ماه سال ۱۳۹۰ و مصادف با روز ملی خلیج همیشه فارس فاز اول طرح بهبود فرآیند و بهینه سازی ظرفیت شرکت با هدف افزایش ظرفیت از ۳۰ هزار بشکه در روز به ۵۵ هزار بشکه در روز در مدار تولید قرار گرفت.
شركت پالايش نفت لاوان به منظور ارتقاء كيفيت وافزايش كمي فراورده هاي توليدي خود و در راستاي صيانت از محيط زيست اقدام به اجراي طرح بهبود فرآيند و بهينه سازي ظرفيت در پالايشگاه نموده است که در این راستا، واحد تصفیه هیدروژنی و تبدیل کاتالیستی نفتای سنگین با حضور مقام محترم ریاست جمهوری در تیر ماه ۱۳۹۲ به بهره‌برداری رسید.
در بهمن ماه ۱۳۹۴ واحد تصفیه هیدروژنی  فرآورده‌های میان تقطیر نفت سفید و نفت گاز به منظور تولید فرآورده‌ها، مطابق با استاندارد یورو 4 به بهره‌برداری رسید.
در حال حاضر خوراک ۳۵ هزار بشکه (نفت خام) پالایشگاه توسط یک رشته خط لوله ۱۲ اینچ از مخازن تأسیسات شرکت نفت فلات قاره لاوان و ۲۰ هزار بشکه میعانات گازی پارس جنوبی(که توسط کشتی به لاوان حمل می‌شود )  تأمین می‌گردد. 
اجراي اين طرح‌ها دستاوردهايي از جمله : 
۱-افزايش ظرفيت پالايش نفت خام از ۳۰ هزار به ۵۵ هزار بشكه در روز 
۲-كاهش توليد فراورده هاي سنگين  نظیر نفت كوره
۳-افزايش توليد فراورده هاي سبك با ارزش نظیر گاز مايع، بنزين و نفت گاز 
۴-توليد فراورده هاي نفتي مطابق با استانداردهاي روز جهاني (Euro ۴) 
۵- اضافه شدن محصولات جدید  نظیر سوخت جت و گوگرد به سبد تولیدات شرکت
۶- ايجاد ارزش افزوده و بهبود عملكرد اقتصادی 
۷-فراهم گرديدن زمينه هاي اشتغال مولد و مستمر
۸- بهينه سازي مصرف انرژي
۹- کاهش چشمگیر آلاینده‌های زیست‌محیطی

## طرح توسعه پالایشگاه لاوان
پس از پایان جنگ ایران و عراق، پالایشگاه لاوان شروع به شکل‌گیری نمود، و اینکار را در قالب سه برنامه توسعه‌ای آغاز نمود. اولین برنامه در سال ۱۳۶۸ و بمنظور، طراحی واحد فرآورش با ظرفیت ۶٫۰۰۰ بشکه در روز با کمک شرکت U.O.P و در همان سال، تجهیزات تولید نفتای شیرین را شرکت Chyoda نصب و راه اندازی کرد. همچنین در سال ۱۳۷۳، موجبات افزایش ظرفیت واحد تقطیر نفت خام از ۲۰٫۰۰۰ بشکه به ۳۰٫۰۰۰ بشکه در روز و امکان تولید فراورده نفت سفید، فراهم گردید. در تاریخ ۴ تیرماه ۱۳۹۲، ۱۴ طرح توسعه شرکت پالایش نفت لاوان با حضور رئیس‌جمهور وقت ایران، محمود احمدی‌نژاد افتتاح گردید. با افتتاح طرح‌های توسعه، ظرفیت پالایش نفت خام و میعانات گازی به روزانه ۵۵۰۰۰ بشکه در روز افزایش یافت. به گزارش روابط عمومی شرکت پالایش نفت لاوان، با اجرای طرح بهبود فرایند و بهینه‌سازی ظرفیت شرکت پالایش نفت لاوان، تولید بنزین شرکت پالایش نفت لاوان از یک میلیون و ۸۰ هزار لیتر در روز به ۲٬۸ میلیون لیتر در روز، تولید نفت گاز از یک میلیون ۷۰۰ هزار لیتر در روز به چهار میلیون لیتر در روز و تولیدگازمایع نیز با ۷۰ تن افزایش به ۱۰۰ تن در روز افزایش یافت. همچنین با اجرای این طرح‌ها میزان نفت کوره تولیدی پالایشگاه لاون با ۱۷ درصد کاهش به ۲۰ درصد رسید. برپایه این گزارش، احداث واحد تصفیه هیدروژنی و تبدیل کاتالیستی نفتا، احداث واحد تقطیر در خلأ، احداث مخازن ذخیره‌سازی و فرآورده‌های نفتی، همچنین احداث شبکه تولید و توزیع برق، احداث تولید و توزیع آب شیرین، از جمله طرح‌های ۱۴ گانه‌ای هستند که در نخستین هفته تابستان سال ۱۳۹۲ به بهره‌برداری رسیدند. احداث واحد تولید و توزیع بخار و آب مقطر برگشتی، احداث واحد تولید و توزیع هوای فشرده، احداث شبکه برداشت و توزیع آب دریا، شبکه جمع‌آوری سوزاندن گاز مشعل، همچنین احداث ساختمان آزمایشگاه و کارگاه مرکزی، احداث مخزن آب صنعتی و خرید نصب دکل رادیو و راه اندازی تجهیزات بیسیم، دیگر طرح‌هایی هستند که در پالایشگاه لاوان افتتاح شدند. دستاوردهای طرح بهبود فرآینده و بهینه‌سازی ظرفیت پالایشگاه لاوان عبارتند از، افزایش ظرفیت پالایش نفت خام به ۵۵۰۰۰ هزار بشکه در روز، کاهش تولید فرآورده‌های سنگین (نفت کوره)، افزایش تولید فرآورده‌های سبک با ارزش (گاز مایع، بنزین، سوخت جت و نفت گاز)، کاهش آلاینده‌های زیست ‌محیطی، همچنین تولید فرآورده‌های نفتی مطابق با استانداردهای روز جهانی (Euro ۴)، بهبود عملکرد اقتصادی و بهینه ‌سازی مصرف انرژی و فراهم شدن زمینه‌های اشتغال مولد و مستمر از جمله دستاورهای طرح بهبود فرایند و بهینه‌سازی ظرفیت پالایشگاه لاوان برشمرده می‌شوند.در حال حاضر خوراک نفت خام پالایشگاه، توسط یک خط لوله ۱۲ اینچ از مخازن تأسیسات شرکت نفت فلات قاره لاوان تأمین می‌گردد. همچنین فرآورده‌های تولیدی بر روی اسکله صادراتی شرکت نفت فلات قاره به کشتی منتقل می‌شود. همچنین بخشی از گاز مایع تولیدی بعد از شیرین سازی، در سیلندرهای گاز مایع پر خواهد شد، سپس به مصرف اهالی بومی و تأسیسات منطقه می‌رسد و بخش اعظم آن از طریق اسکله صادراتی شرکت پالایش نفت لاوان صادر می‌گردد.

## محصولات تولیدی
از تولیدات پالایشگاه می‌توان به نفت گاز و همچنین نفتای سبک اشاره کرد، که به عنوان بنزین سوپر، به مصرف داخلی می‌رسد. همچنین تولید دیگر، نفت کوره می‌باشد، که صادر می‌گردد. از دیگر محصولات پالایشگاه لاوان، می‌توان به گاز مایع اشاره نمود.

## فرآورده‌ها و میزان تولید
فرآورده‌های پالایشگاه لاوان، به دو بخش تقسیم می‌شوند:
۱. فرآورده‌های واحد تقطیر نفت خام
۲. فرآورده‌های واحد تبدیل کاتالیستی
توليد فراورده های نفتی پالايشگاه لاوان در شرايط فعلی و پس از اجرای طرح بهبود فرآيند و بهينه سازی ظرفيت:
| رديف | نام فرآورده       | واحد اندازه گیری | قبل از اجرای طرح جامع | وضعیت کنونی | پس از اجرای کامل طرح جامع |
| ۱    | خوراک دریافتی     | بشکه در روز      | ۳۰.۰۰۰                | ۵۳.۳۹۱      | ۵۶.۰۰۰                    |
| ۲    | گاز مايع          | متر مکعب در روز  | ۳۰                    | ۹۳.۶۵       | ۱۸۰                       |
| ۳    | بنزين موتور       | ليتر در روز      | ۱.۰۳۰.۰۰۰             | ۲.۰۹۲.۶۰۹   | ۲.۸۰۰.۰۰۰                 |
| ۴    | نفت گاز           | ليتر در روز      | ۱.۷۸۰.۰۰۰             | ۲.۸۲۲.۱۳۷   | ۲.۱۸۸.۰۰۰                 |
| ۵    | سوخت جت           | ليتر در روز      | ---                   | ---         | ۵۶۲.۰۰۰                   |
| ۶    | نفت كوره          | ليتر در روز      | ۱.۶۹۲.۰۰۰             | ۲.۰۰۸.۲۸۶   | ۱.۶۳۰.۰۰۰                 |
| ۷    | گوگرد             | تن در روز        | ---                   | ---         | ۳۰                        |
| ۸    | نفتای سبک و سنگین | لیتر در روز      | ---                   | ۸۹۳.۵۰۶     | ۷۸۰.۰۰۰                   |

واحدهای فرآیندی [1]
پالایشگاه نفت لاوان دارای ظرفیت اسمی ۵۰۰۰۰ بشکه در روز می‌باشد که هم‌اکنون با ظرفیت ۵۵۰۰۰ بشکه در روز در سرویس قرار دارد. واحدهای موجود در این پالایشگاه عبارتند از:
۱-      واحد تقطیر نفت خام 
۲-      واحد  تبدیل کاتالیستی
۳-      واحد ایزومریزاسیون
۴-      واحد بازیافت گاز مایع
۵-      واحد آمین
۶-      واحد گوگرد زدایی از گازوییل
۷-      واحد تولید گوگرد
۸-      اسکله
۹-      واحد سرویس‌های جانبی
۱-      واحد تقطیر
این واحد متشکل از دو مجموعه تقطیر ۱ و تقطیر ۲ با ظرفیت اسمی ۵۰۰۰۰ بشکه در روز می‌باشد. که هم‌اکنون با ظرفیت ۵۵۰۰۰ بشکه در روز در سرویس قرار دارد.خوراک این واحدها از نفت خام سبک لاوان و میعانات گازی پارس جنوبی تأمین میگردد. محصولات خروجی از این واحد شامل LPG، نفت سفید،  نفتای سنگین، نفتای سبک،  گازوییل، نفت کوره  می‌باشد که برخی از این محصولات  جهت بهبود در مشخصات به واحدهای پایین دست ارسال می‌گردد.
۲-     واحد تبدیل کاتالیستی
این واحد  متشکل از دو مجموعه تبدیل کاتالیستی ۳۰۰ و ۱۳۰۰ می‌باشد  که نفتای سنگین تولید شده در واحد تقطیر به این واحدها ارسال می‌گردد. نفتای سنگین تولید شده در واحد تقطیر پس از تصفیه در واحدهای تصفیه هیدروژنی نفتا به قسمت پلتفرمیت واحد تبدیل کاتالیستی ارسال و پس از واکنش‌های کاتالیستی، بنزین پلتفرمیت با مشخصات بنزین یورو 4 تولید می‌گردد. ظرفیت‌های این دو واحد به ترتیب برابر ۷۹۷ و ۸۵۷ متر مکعب در روز بنزین پلتفرمیت می‌باشد. 
3-     واحد ایزومریزاسیون
هدف از این واحد جهت بهبود در عدد اکتان جهت تولید بنزین با اکتان بالاتر می‌باشد . نفتای سبک تولید شده در واحد تقطیر پس از تصفیه در واحد تصفیه هیدروژنی این واحد به قسمت ایزومریزاسیون ارسال و با شاخه دار شدن پارافین‌های خطی باعث افزایش عدد اکتان از مقدار تقریبی ۶۵ به ۸۷ میگردد. این واحد توانایی تولید ۱۰۹۳ متر مکعب در روز بنزین ایزومریت را دارد. 
۴-     واحد باز یافت گاز مایع
LPG  تولید شده در واحد تقطیر پس از اختلاط با LPG‌های تولید شده در واحدهای تبدیل کاتالیستی جهت بهبود و کاهش آلودگی به این واحد ارسال میگردند. ظرفیت تولید این واحد برابر با ۱۸۰ تن در روزLPG    تصفیه شده می‌باشد .
5-     واحد آمین
این واحد  متشکل از دو مجموعه واحد آمین ۴۰۰ و ۱۹۰۰ جهت کاهش H2S  در گازهای خروجی از واحدهای عملیاتی و مناسب ساختن این گازها جهت استفاده به عنوان سوخت گازی در واحدهای عملیاتی می‌باشد . ظرفیت این واحدها به ترتیب برابرNm3/hr1600 و Nm3/hr ۴۱۳۷ می‌باشد . 
6-     واحد گوگرد زدایی از گازوییل
هدف از واحد گوگردزدایی از گازوییل، که با استفاده از کروسین (نفت سفید) و گازوئیل تولیدی از تقطیر اتمسفریک و همچنین گازوئیل تولیدی از تقطیر تحت خلا، محصولات زیر را تولید نماید:
-          سوخت جت تصفیه شده با میزان گوگرد کمتر از ۴۰ ppm وزنی،
-          گازوئیل تصفیه شده با میزان گوگرد کمتر از ۵۰ ppm وزنی،
-          نفتای سنگین (Wild Naphtha)
ظرفیت طراحی شده برای واحد هیدروتریتینگ ۱۷۷۳۳ بشکه در روز (۹۷۹۸۰ کیلوگرم بر ساعت) می‌باشد .
7-     واحد  تولید گوگرد
این واحد تبدیل تمامی ترکیبات سولفوردار تولیدی به سولفور مایع طراحی شده‌است. خوراک ورودی به واحد از واحد شیرین سازی آمین (واحد ۱۹۰۰) و واحد تصفیه آب‌های ترش (واحد ۱۸۰۰) تأمین می‌گردد.
واحد بازیافتسولفور شامل بخش‌های زیر می‌باشد :
-          بخش کلاوس 
-          بخش تصفیه TAIL GAS (TGT)
-          بخش گاز زدایی از سولفور مایع
-          کوره سوزاننده
-          بازده کلی عملیات بازیافت سولفور از بخش‌های بازیافتسولفور و TGT برابر با 99.5% است.
ظرفیت طراحی شده بخش ‌های مختلف برابر با ۲۵ T/Dسولفور مایع بدون گاز می‌باشد  و توانایی تولید در شرایط پایدار در محدوده ۱۰۰-۳۰% طراحی را دارد.
8-    اسکله
کلیه فراورده‌های تولیدی و خوراک میعانات گازی از طریق دو اسکلهٔ نفتی شرکت ملی نفت فلات قاره منطقه لاوان و اسکله شرکت توسط کشتی‌های نفتکش ارسال و یا دریافت می‌گردد. 
۹-     واحد سرویس‌های جانبی  (Utility)
این واحد یکی از مهم‌ترین واحدهای پالایشگاهی بوده و به بخش‌های زیر تقسیم میگردد:.
۹-۱ : تأمين آب صنعتی وشيرين:
جهت تأمین آب صنعتی برای مصرف در واحدهای عملیاتی، تولید بخار در بویلرها و همچنین آب شرب پالایشگاه 4 عدد آبشرین ساز از نوع MED  با ظرفیت کلی ۳۵۰ متر مکعب در ساعت مورد استفاده قرار میگیرد.
۹-۲ :تأمين بخار:
جهت تأمین انواع بخار در فشارهای مختلف جهت استفاده در واحدهای عملیاتی و واحد تولید برق و آب شیرین، ۸ عدد بویلر با ظرفیت اسمی کلی ۴۷۰ تن در ساعت استفاده میگردد.
۹-۳: تأمين هوای ابزاردقيق و هوایPlant:
جهت تأمین هوای ابزار دقیق و همچنین هوای Plant ۴ عدد کمپرسور هوا با ظرفیت کلی Nm3/hr4300 و ۳ عدد خشک کن هوا با ظرفیت کلی Nm3/hr ۱۱۱۰در سرویس قرار دارند.
۹- ۴:تولید برق:
جهت تولید برق در پالایشگاه از چهار مولد استیمی با ظرفیت نامی کلی ۲۸ مگا وات و چهار مولد توربین گازی با ظرفیت نامی کلی 11.5 مگا وات استفاده میگردد.
۹-۵:  واحد کاستیک:
هدف از این واحد ذخیره‌سازی کاستیک برای مصرف در واحدهای  پایین دست از جمله واحدهای ۱۳۰۰، ۱۵۰۰، ۱۶۰۰و ۱۷۰۰ می‌باشد  . محلول کاستیک با دو غلظت ۱۰% وزنی و ۴۰ در صد وزنی در این واحد ایجاد می‌گردد. این واحد برای ذخیره‌سازی  Ton/hr  ۶۷.۲ کاستیک 40% وزنی طراحی گردیده است.
۹-۶: واحد تصفیه آب ترش (Waste Water Treatment):
پساب‌های ترش برگشتی از واحدهای پالایشگاهی جهت تصفیه  و برگشت به واحدها یا دریا وارد این واحد میگردند. این واحد دارای ظرفیت  M3/hr ۳۱۷ است.
۹-۷: واحد پالیشر:
این واحد جهت تصفیه و زدودن ناخالصی‌های موجود در کاندنس‌های برگشتی از واحدهای عملیاتی مورد استفاده قرار گرفته و مشخصات لازم جهت استفاده از این کاندنس‌ها را به عنوان آب صنعتی فراهم می آورد. این واحد از دو قسمت  HOT  و COLD  تشکیل شده‌است که ظرفیت هر یک از این قسمت‌ها به ترتیب برابر M3/hr  ۱۲۰ و M3/hr 182 می‌باشد .
۹-۸: واحد ازن:
برای کاهش بار میکروبی و تصفیه کامل آب دریا، جهت جلوگیری از ورود مواد زیستی و موجودات زنده به واحدهای پالایشگاهی و جلوگیری از رشد صدف‌ها و گرفتگی مبدل‌های حرارتی از ماده اکسیدکننده ازن استفاده می‌گردد. در این واحد نیتروژن از هوای ورودی استخراج شده و پس از اشباع کردن اکسیژن موجود این مجموعه گازی از داخل میدان الکتریکی با ولتاژ بالا عبور داده می‌شود که با این کار درصد زیادی از اکسیژن گاز ورودی به ازن تبدیل می‌شود.
۹-۹ برنامه‌ریزی و بازرسی شبکه‌های انتقال : 
در سال ۱۳۹۶ این بخش از پالایشگاه با هدف برنامه‌ریزی و هماهنگی بهتر در جهت خدمات جانبی آب،برق،بخار و هوای فشرده راه اندازی گردید که با رویکرد مدیریت انرژی و بهبود بهره وری اقدامات شایان توجهی را در این زمینه به انجام رسانیده است.

## انفجار
شامگاه چهارشنبه ۱۴ بهمن ۱۳۹۴ بسیاری از خبرگزاری‌ها از انفجار مهیب بخش‌هایی از پالایشگاه لاوان خبر دادند، این سانحه ناگهانی انفجار بوقوع پیوسته در شب پیش از گشایش بخش فرآوری گازوییل پالایشگاه لاوان روی داده، به گونه‌ای که طبق برنامه‌ریزی‌های پیشتر انجام شده، مقرر شده بود صبح روز پنجشنبه ۱۵ بهمن، بخش فرآوری گازوئیل پالایشگاه لاوان با حضور مقامات ارشد وزارت نفت گشایش یابد، بررسی‌های ابتدایی مسئولین امر در خصوص وقوع انفجار سهمگین در بستر پالایشگاه لاوان حاکی از بروز نقص فنی در بخش‌هایی از پالایشگاه می‌باشد.